# Schalwa Chatschidse
Schalwa Chatschidse (georgisch შალვა ხაჩიძე; * 21. November 2003) ist ein georgischer Eishockeyspieler.

## Karriere
Sein Debüt für die georgische Nationalmannschaft gab Chatschidse bei der Weltmeisterschaft 2022 in der Division II. Dabei kam er zu zwei Einsätzen, in denen er punkt- und straflos blieb.

## Erfolge und Auszeichnungen
- 2022: Aufstieg in die Division II, Gruppe A, bei der Weltmeisterschaft der Division II, Gruppe B